# Ladysmith, Wisconsin
Ladysmith là một thành phố thuộc quận Rusk, tiểu bang Wisconsin, Hoa Kỳ. Năm 2000, dân số của thành phố này là 3932 người.